# Signoria Grigionese

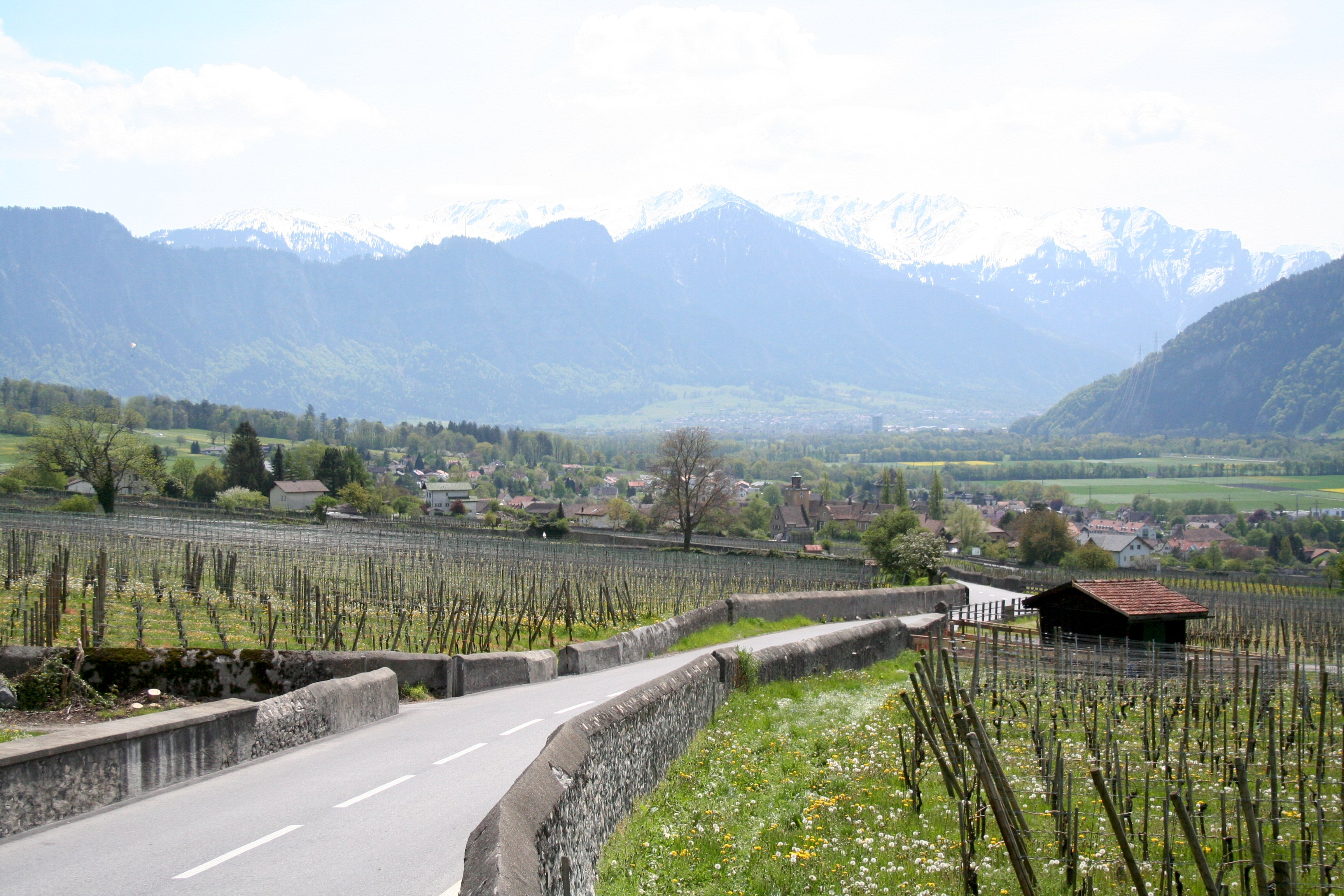
Bündner Herrschaft vista verso sud

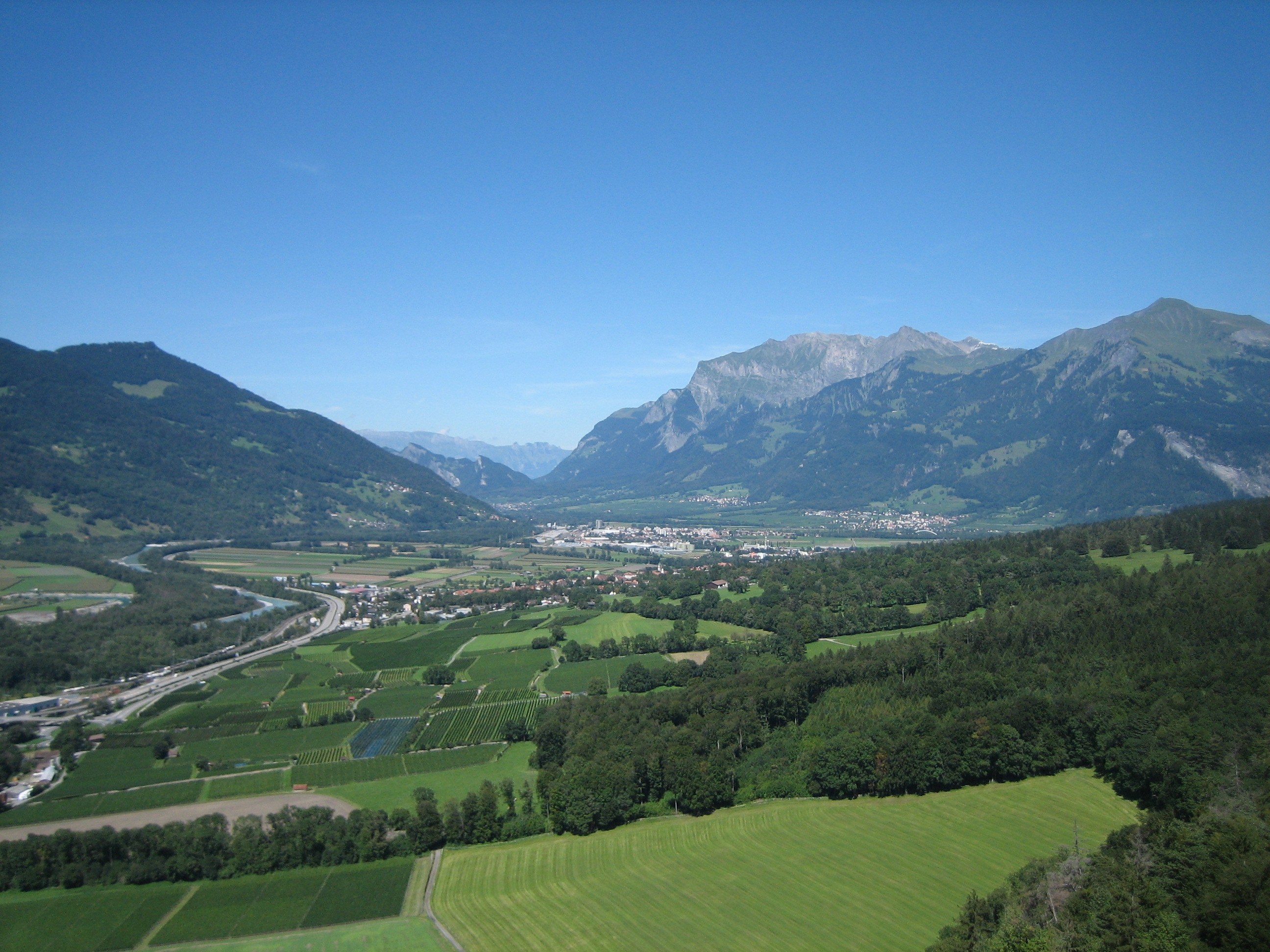
Bündner Herrschaft vista verso nord

Signoria Grigionese (in tedesco Bündner Herrschaft, in romancio Signuradi) è l'antico nome del Circolo di Maienfeld, oggi soppresso, nel Distretto di Landquart (oggi Regione Landquart), situato nella parte più settentrionale del Canton Grigioni sulla riva destra del Reno. Comprendeva i comuni di Fläsch, Jenins, Malans e Maienfeld, che ne è stato il capoluogo .

Il nome è stato deciso quando la regione è diventata parte della Lega delle Dieci Giurisdizioni, in quanto era divisa in unità amministrative chiamate Herrschaften.

Al giorno d'oggi questo territorio è il maggior produttore di vino del Canton Grigioni grazie al suo clima.

## Comuni
| Circolo di Maienfeld (Signoria Grigionese) | Circolo di Maienfeld (Signoria Grigionese) | Circolo di Maienfeld (Signoria Grigionese) | Circolo di Maienfeld (Signoria Grigionese) |
| Stemma                                     | Nome del comune                            | Abitanti 31/12/2015                        | Superficie in km²                          |
| ------------------------------------------ | ------------------------------------------ | ------------------------------------------ | ------------------------------------------ |
| Fläsch                                     | Fläsch                                     | 713                                        | 19.94                                      |
| Jenins                                     | Jenins                                     | 912                                        | 10.54                                      |
| Maienfeld                                  | Maienfeld                                  | 2767                                       | 32.33                                      |
| Malans                                     | Malans                                     | 2324                                       | 11.40                                      |